# 7258 Петтарін
7258 Петтарін (7258 Pettarin) — астероїд головного поясу, відкритий 5 березня 1994 року.
Тіссеранів параметр щодо Юпітера — 3,375.